# Kategoria e Tretë
Kategoria e Tretë é o quarto e mais baixo nível do futebol profissional da Albânia. Na temporada de 2020, Kategoria e Tretë teve 8 equipes participantes.  Antes do início da temporada 2016-17, muitas equipes desistiram, principalmente devido a problemas financeiros. O formato da competição mudou e agora tem 6 times jogando em uma única estrutura de liga. O vencedor e o segundo classificado são promovidos automaticamente para a Kategoria e Dytë.

## Clubes 2021
Clubes participantes da temporada 2021.
| Time           | Cidade      |
| -------------- | ----------- |
| Drini          | Peshkopi    |
| Kinostudio     | Tirana      |
| Luftëtari      | Gjirokastër |
| Murlani        | Vau i Dejës |
| Osumi          | Dimal       |
| Spartak Tirana | Tirana      |

## Campeões
| Year    | Champions       | Runners-up    |
| ------- | --------------- | ------------- |
| 2003–04 | Tërbuni         | Butrinti      |
| 2004–05 | Këlcyra         | Domozdova     |
| 2005–06 | Olimpiku Plug   | Olimpik       |
| 2006–07 | Alfavita        | KF Vlora      |
| 2007–08 | Bylis           |               |
| 2008–09 | Laçi            |               |
| 2009–10 | Bylis           |               |
| 2010–11 | Pogradeci       |               |
| 2011–12 | Vora            | KF Farka      |
| 2012–13 | Partizani B     | Oriku         |
| 2013–14 | Tirana B        | Teuta B       |
| 2014–15 | Kevitan         | Internacional |
| 2015–16 | Skënderbeu B    | Kukësi B      |
| 2016–17 | Spartaku Tiranë | Klosi         |
| 2018    | Rubiku          | Term          |
| 2019    | Selenica        | Mirdita       |
| 2020    | Labëria         | Bulqiza       |